# Microlongichneumon lissospeculum
Microlongichneumon lissospeculum là một loài tò vò trong họ Ichneumonidae.